# 杨展里
杨展里（1955年—），江苏如皋人，汉族，中华人民共和国政治人物、第十一届全国人民代表大会江苏地区代表。
毕业于河海大学水文学及水资源专业。加入民盟。民盟江苏省委副主委、南通市副市长。2008年起担任全国人大代表。